# 阮玕夢
阮玕夢（越南语：／；1885年—1953年），號農山（越南语：／），越南阮朝官員、文學家、詩人。

## 生平
阮玕夢是太平省先興府延河縣耕農總弘農社（今属太平省興河縣疊農社）人，咸宜元年（1885年）出生。維新六年（1912年），參加河南場鄉試，考中舉人。啟定元年（1916年），會試中格，庭試考中副榜。後任懿安訓導、保護場漢文教師、監學、一項督學。
1953年或1954年逝世。

## 作品
阮玕夢著有《農山詩集》，他的作品經常在《南風雜誌》上刊登。